# Ischiolepta
Ischiolepta är ett släkte av tvåvingar. Ischiolepta ingår i familjen hoppflugor.

## Dottertaxa tillIschiolepta, i alfabetisk ordning[1][2]
- Ischiolepta baloghi
- Ischiolepta barberi
- Ischiolepta biuncialis
- Ischiolepta crenata
- Ischiolepta cyrtopyge
- Ischiolepta denticulata
- Ischiolepta draskovitsae
- Ischiolepta horrida
- Ischiolepta hyalophora
- Ischiolepta indica
- Ischiolepta intermedia
- Ischiolepta ischnocnemis
- Ischiolepta lama
- Ischiolepta loebli
- Ischiolepta longispina
- Ischiolepta micropyga
- Ischiolepta minuscula
- Ischiolepta nitida
- Ischiolepta oedopoda
- Ischiolepta orientalis
- Ischiolepta pansa
- Ischiolepta peregovitsi
- Ischiolepta polyankistrion
- Ischiolepta pusilla
- Ischiolepta scabifer
- Ischiolepta scabra
- Ischiolepta scabricula
- Ischiolepta similis
- Ischiolepta stuarti
- Ischiolepta vaporariorum